# NK Međimurje Čakovec
NK Međimurje Čakovec is een Kroatische voetbalclub uit Čakovec in de provincie Međimurje.
De club werd in 2003 opgericht als opvolger van tweedeklasser NK Omladinac, om de provincie wat te promoten werd die naam in de clubnaam gezet. In het eerste seizoen werd de club meteen kampioen van de 2de klasse en promoveerde zo naar de Kroatische hoogste klasse. Daar eindigde de club 2 keer op de 11de plaats en kon zich net van degradatie redden. In 2008 werd de club laatste en degradeerde. Na één seizoen kon de club terugkeren, omdat de hoogste klasse uitbreidde van 12 naar 16 clubs. In 2010 degradeerde de club. In 2019 keerde de club terug naar de tweede klasse.

## Eindklasseringen vanaf 2004
| Seizoen | Competitie   | Niveau | Eindstand | Beker     | Opmerking |
| ------- | ------------ | ------ | --------- | --------- | --- |
| 2003/04 | 2. HNL-Noord | II     | 1         | --        | promotie play-off > NK Pula 1856: 2-0 (T) / 0-2 (4-5 ns) (U); pd-wedstrijden > HNK Cibalia Vinkovci: 2-0/2-2 |
| 2004/05 | 1. HNL       | I      | 11        | 2e ronde  | pd-wedstrijden > NK Novalja: 2-0/1-1                                                                         |
| 2005/06 | 1. HNL       | I      | 11        | 2e ronde  | |
| 2006/07 | 1. HNL       | I      | 9         | 1e ronde  | |
| 2007/08 | 1. HNL       | I      | 12        | 1e ronde  | |
| 2008/09 | 2. HNL       | II     | 5         | 1e ronde  | Liga-topscorer: Marian Vuka (19)                                                                             |
| 2009/10 | 1. HNL       | I      | 15        | 1e ronde  | |
| 2010/11 | 2. HNL       | II     | 7         | 2e ronde  | |
| 2011/12 | 2. HNL       | II     | 13        | voorronde | |
| 2012/13 | 3. HNL-Noord | III    | 2         | --        | |
| 2013/14 | 3. HNL-Noord | III    | 1         | 2e ronde  | Play-off om kampioenschap Noord > NK Bjelovar: 4-1 (T) /1-2 (U); geen licentie voor 2. HNL                   |
| 2014/15 | 3. HNL-Oost  | III    | 3         | 1e ronde  | |
| 2015/16 | 3. HNL-Oost  | III    | 1         | --        | geen licentie voor 2. HNL                                                                                    |
| 2016/17 | 3. HNL-Oost  | III    | 1         | 1e ronde  | geen licentie voor 2. HNL                                                                                    |
| 2017/18 | 3. HNL-Oost  | III    | 2         | voorronde | |
| 2018/19 | 2. HNL       | II     | 13        | 1e ronde  | |
| 2019/20 | 2. HNL       | II     | 11        | voorronde | |
| 2020/21 | 2. HNL       | II     | 16        | --        | |

BSK ·
Dubrava ·
Dugopolje ·
NK Jarun · 
NK Opatija ·
Orijent 1919 ·
Rudeš ·
NK Sesvete ·
Cibalia Vinkovci ·
HNK Vukovar '91 ·
Croatia Zmijavci ·
Zrinski Jurjevac